# مقام النبي ذي الكفل
مقام النبي ذي الكفل هو غرفة فيها ضريح كبير لذي الكفل الذي كان يقيم في الشام. يقع المقام في بلدة كفل حارس شمال مدينة سلفيت، وترتفع عن سطح البحر حوالي 510 م.

## التسمية
وعن معنى اسم القرية، رجّح المؤرخ مصطفى مراد الدباغ في كتابه «بلادنا فلسطين» أن بلدة «كفل حارَس» سميت بهذا الاسم نسبةً إلى مقام النبي ذي الكفل الذي يعتقد أهل القرية أنه دُفن في الجزء الجنوبي الشرقي من القرية.

## وصف عام
يتكون مقام ذو الكفل من غرفتين متلاصقتين، اكتسب مكانة كبيرة لدى المواطنين، في الغرفة الأولى يوجد ضريح كبير يعلوه قبة خضراء ويحيط به أشجار الصنوبر، أما الغرفة الثانية كانت تستعمل كاستراحة للزائرين وهي ملحق آخر للمكان، ويقال أنها كانت بمثابة غرفة حراسة للمكان واحتياجات أخرى، ويوجد فيها محراب صغير في جهتها الجنوبية.
حظي المقام باهتمام خاص مع الفتوحات الأسلامية التي طالت فلسطين، وتحول إلى مزار تؤدى فيه العبادات، وتنفذ فيه النذور، وعلى ما يبدو فان القبب المبنية فيه تدل على تاريخ الحضارة الاسلامية إضافة إلى النقوش الإسلامية الموجودة على الحجارة، وقد نقش على بابه الآية الكريمة (إنما يعمر مساجد الله من آمن بالله واليوم الآخر).
توجد أيضاً قبة مبنية على طراز البناء الإسلامي تدل على أنه بني في عهد الدولة الإسلامية الأولى، أو أنه تم إعادة ترميم هذا البناء، وإبرازه على صورته الراهنة، ليكون مزاراً للمسلمين، ويمكن أن يكون ذلك قد حدث بعد تحرير فلسطين من الغزاة الفرنجة نهاية القرن الثاني عشر الميلادي، لإعادة الاعتبار للطقوس والشعائر الإسلامية، بعد أن تم إلغاؤها أو تهميشها لمدة قرنين من حكم الفرنجة لبلادنا. 

## الاحتلال
بعد حزيران عام 1967، أصبحت البلدة مقصدا لليهود، وبدأت زياراتهم المتكررة للمقامات الموجودة فيها تأخذ طابعا دينيا سياسيا تهويديا، حيث قام بزيارتها وزراء في الحكومات الإسرائيلية المتعاقبة، ورؤساء مجالس المستوطنات، وسفراء إسرائيليين، ودعوتهم الواضحة إلى تهويد هذه الأماكن، والسيطرة عليها.
قوات الاحتلال رفعت فيه يافطة زرقاء كبيرة، كتبت عليها باللغة العبرية والإنجليزية اسم «كالب بن يفونه»، كمحاولة لتأكيد روايتهم أن كالب هو أحد الجواسيس الـ12، الذين أرسلهم نبي الله موسى عليه السلام ليتجسسوا على أرض كنعان.